# Марк Валерій Корвін Мессала

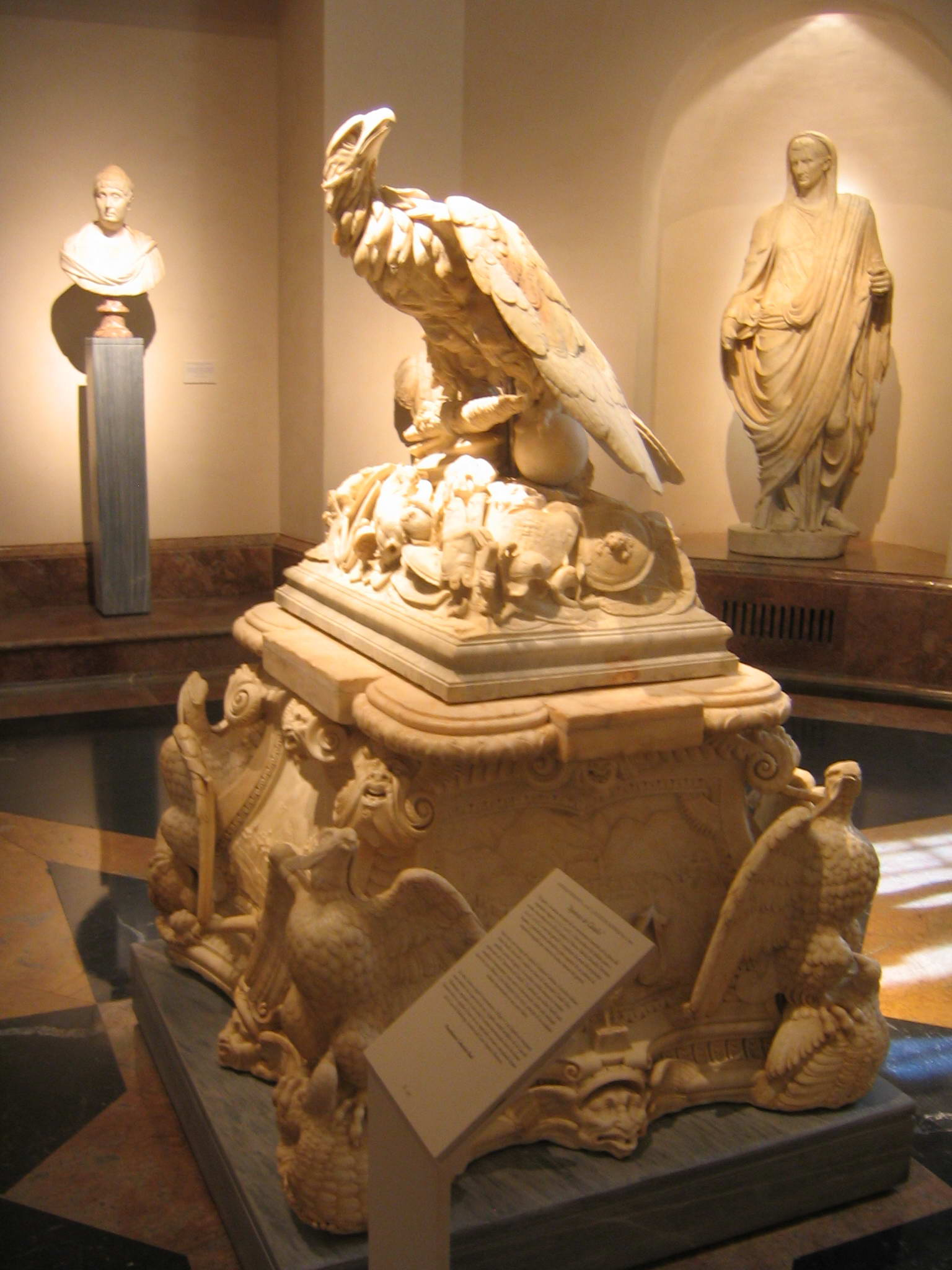
Апофеоз Марка Валерія Корвіна Мессали. Музей Прадо

Марк Валерій Корвін Мессала (лат. Marcus Valerius Messalla Corvinus; 64 рік до н. е. — 8 рік н. е.) — політичний, державний та військовий діяч Римської республіки, консул 31 року до н. е.

## Життєпис

### На боці республіканців
Походив з патриціанського роду Валеріїв. Син Марка Валерія Мессали Нігера, консула 61 року до н. е., та Поли. У 45 році до н. е. Мессала проходив навчання в Афінах, а у 44 році до н. е. повернувся до Риму. У липні 43 року до н. е. Валерій рушив до Греції і приєднався до Брута, який готувався до війни з цезаріанцями. Тут Марк Мессала отримав посаду легата. У листопаді 43 року до н. е. тріумвіри Марк Антоній, Октавіан та Лепід внесли Корвіна до проскрипцій, але незабаром він був виключений з цього списку завдяки заступництву родичів, однак не побажав скористатися прощенням й залишився у війську республіканців. Був близьким другом Кассія. У першій битві при Філіпах командував правим крилом його війська. Після поразки Брута при Філіпах разом з іншими уцілілими втік на о. Фасос. Корвін мав великий авторитет, тому залишки війська республіканців обрали його своїм лідером, але він відхилив цю честь і переконав легіонерів та деяких знатних громадян приєднатися до армії переможця Антонія. Окрім того, Марк Валерій також передав Антонію залишки коштів, зброї і харчів. Після цього підтримував дружні стосунки з Антонієм.

### На боці Октавіана
У 40 році до н. е. у Дафні захищав інтереси юдейського царя Ірода перед Марком Антонієм. У цьому ж році обіймав посаду претора-суфекта і керував засіданням сенату, на якому Ірод був затверджений на троні царя Юдеї. Зростання впливу Клеопатри на Антонія стало причиною переходу Корвіна на бік Октавіана. У 36 році до н. е. під час війни останнього із Секстом Помпеєм Валерій Корвін обіймав посаду промагістрата й заступника арка Віпсанія Агріппи, брав участь у перемовинах з Менодором, військовиком Секста Помпея, й сприяв переходу останнього на бік Октавіана. Потім привів Статілію Тавру два легіони з Вібона для переправи на Сицилію. Надав допомогу Октавіану після його поразки при Тавроменії та супроводжував його у Стиліду. Потім привів легіон з Дікеархії до Гіпону. У цьому ж році увійшов до колегії авгурів. У 35—34 роках до н. е. брав участь в іллірійській війні Октавіана, приборкавши плем'я салассів.
У 31 році до н. е. обіймав посаду консула замість Марка Антонія, оголошеного ворогом батьківщини. У битві при Акції Мессала командував частиною флоту Октавіана. Після перемоги супроводжував Октавіана на Схід, де був призначений намісником Сирії. Там вів перемовини з загонами гладіаторів, що билися на боці Антонія, пообіцяв зарахувати цих людей до римських легіонів, проте обдурив їх та розіслав у різні місця, де всі вони були знищені. У 29 році до н. е. Корвін повернувся до Риму, де брав участь у тріумфальній процесії Октавіана.
У 28—27 роках до н. е. Мессала проконсул Аквітанії. На цій посаді придушив повстання в провінції і відсвяткував тріумф. У 26 році до н. е. Марк Валерій був призначений префектом Риму, але через кілька днів добровільно склав із себе повноваження. У 11 році до н. е. призначений куратором водопроводів й залишався на цій посаді до своєї смерті. У 2 році до н. е. від імені сенату проголосив Октавіана батьком вітчизни.
У 8 р. н. е. Мессала тяжко захворів і втратив пам'ять. Помер близько 8 р. н. е., добровільно заморив себе голодом.

## Творчість
Був видатним красномовцем свого часу. Написав спогади про громадянські війни, про правління імператора Августа, низку граматичних досліджень, зокрема стосовно використання літери S. Також у доробку Корвіна є праця з генеалогії власної родини. Разом з тим зробив декілька перекладів віршів з грецької мови. Мессала очолював один з культурних гуртків часів імператора Октавіана Августа. Зокрема, Мессала був патроном елегійного поета Тібулла.

## Родина
1. Дружина — Кальпурнія
Діти:
- Марк Валерій Мессала Мессалін, консул 3 року до н. е.

2. Дружина — Теренція
Дітей не було
3. Дружина — Аврелія
Діти:
- Валерія Мессаліна
- Марк Аврелій Котта Максим Мессалін, консул 20 року н. е.